# 灵坑水库
灵坑水库是中国江西省吉安市井冈山市境内的一座水库，位于龙江河东上水上，建于1979年。水库正常库容为790万立方米，平均水深为18.00米，集雨面积为26平方千米，海拔为298米。